# Calumma boettgeri
Calumma boettgeri ist eine relativ kleines Chamäleon, das endemisch, das heißt ausschließlich, auf der Insel Madagaskar und einer vorgelagerten Insel vorkommt. Männchen und Weibchen erreichen beide eine Länge von etwa 13 cm. Die Art wurde 1888 von George Albert Boulenger entdeckt. Die IUCN stuft die Art als nicht gefährdet (least concern) ein.

## Lebensraum

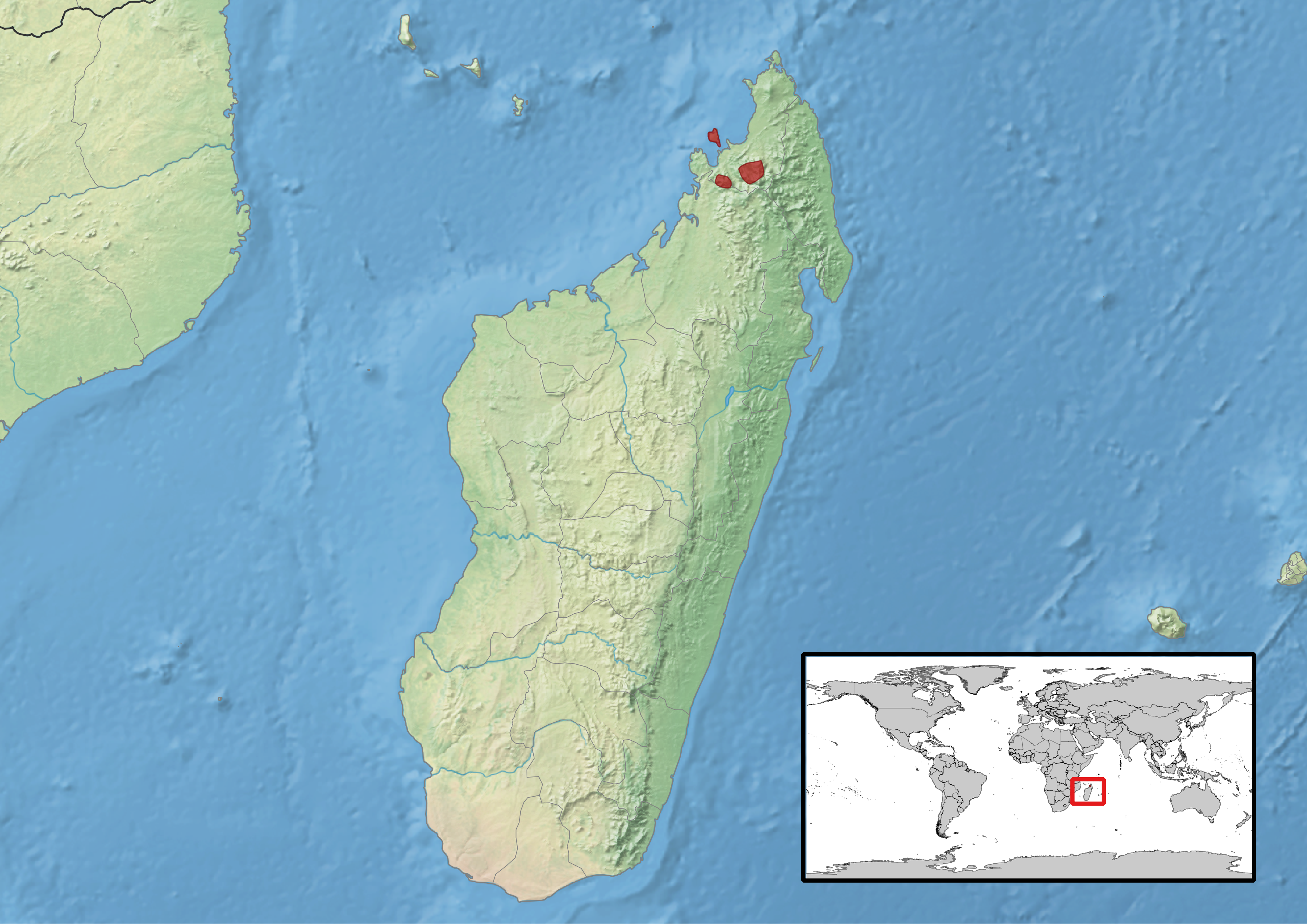
Verbreitungsgebiet

C. boettgeri lebt bevorzugt in den Randgebieten des Regenwaldes von Madagaskar und der Insel Nosy Be auf etwa 0,3 bis 4 Meter Höhe auf Bäumen und Büschen.

## Merkmale
Diese Chamäleonart hat einen langgestreckten, abgeflachten und schmalen Körper. Die Schnauze der Tiere erinnert an eine Nase, da sich dort ein Schnauzenanhang befindet. Am Kopfende sind die Occipitallappen zusammengewachsen.
Die Färbung umfasst drei Hauptfarben. Durch unscheinbare Grün-, Braun- und Gelbtöne kann sich C. boettgeri perfekt an seine Umgebung anpassen.

## Haltung
Diese Chamäleons reagieren relativ aggressiv gegenüber ihren Artgenossen. Einzelhaltung ist daher im Terrarium zu empfehlen.
Das Terrarium sollte wie folgt beschaffen sein:
- Mindestens eine Höhe von 70 cm
- Grundfläche von 50 × 50 cm
- Seitenwände (bis auf das Sichtfenster) sollten zum Klettern mit rauer Rinde beschichtet werden
- Für eventuelle Eiablage sollte sich auf dem Terrariumboden eine 15 cm hohe Schicht befinden
- Als Klettermöglichkeit viele Äste und viel Bepflanzung
- zweimal täglich mit Wasser das Terrarium absprühen
- zwischen 25 und 27 °C Tagestemperatur, nachts Zimmertemperatur

## Verhalten
C. boettgeri ist als lebhafte Art bekannt, d. h., es läuft tagsüber ständig auf der Suche nach Futter durch das Terrarium. Bei einer Begegnung mit einem anderen C. boettgeri-Chamäleon entsendet es eine Warnung in Form von Fauchlauten und stellt seine Occipitallappen auf. Wenn diese Drohgebärde erfolglos verläuft, kann sich die Auseinandersetzung schnell zu einer Beißerei ausweiten.

## Balz, Paarung und Eiablage
Bei der Balz nickt das Männchen dem Weibchen zur Begrüßung zu. Dann nimmt es eine Balzfärbung an und nähert sich recht schnell. Ist das Weibchen nicht paarungsbereit, verändert es auch seine Farbe und wehrt das Männchen durch Fauchen oder auch Beißen ab.
Wenn es bereit ist, lässt das Weibchen das Männchen herankommen und es kommt zur Paarung. Dabei umschlingt das Männchen das Weibchen und beide Tiere legen ihre Kloakenöffnung aufeinander. Nach 10–30 Minuten verlässt das Männchen das Weibchen.
Nach 45 Tagen erfolgt die Einablage. Das Weibchen vergräbt das bis zu 4 Eier umfassende Gelege.
Für eine erfolgreiche Nachzucht sollte man die Eier gleich nach der Ablage aus dem Terrarium nehmen und in feuchtes Vermiculit legen. Bei 23 °C Schlüpfen die Jungen dann etwa nach drei Monaten.
Danach erfolgt die Aufzucht in kleinen Terrarien.

## Futter
Grillen und Heimchen werden gerne genommen, auch Fliegen und Motten werden nicht verschmäht, solange die Futtertiere nicht zu groß sind. Der Wasserbedarf wird durch das Sprühwasser gedeckt.